# 自由人足球會
自由人足球會（Freemen Football Club）成立於1999年，現時參與香港丙組聯賽，惟在2018/19球季以包尾出局。

## 球隊歷史
自由人足球會於1999年由球員蘇來強及馮振霆聯同一班朋友成立，當時主要於港島南區比賽同年被邀請參加南區最大型足球盃賽即力挫一眾強隊取得自由人足球會第一個冠軍，於1999至2003年間共取得四屆南區盃冠軍，在1999至2001年間更連續三年取得東區盃冠軍，自由人足球會活躍於香港著名舉辦小型球比賽的修頓球場大部份賽事都是冠亞軍的常客，於2001年更勇奪全港公開賽冠軍及華協盃冠軍，同年獲代表香港出戰港澳埠際賽並勇奪冠軍，其後數年由於兩位主要創辦人都同時投身成為職業足球員所以減少了出席自由人的賽事，但自由人仍一直保持良好成績於2006至07年自由人再次奪得總會盃冠軍並再次代表香港出戰港澳埠際賽。 
直到由2007年起馮振霆重新組織自由人希望培育出一班新球員，兩三年間他們都積極參與修頓青少年及其他公開賽事，於2010年一班自由人青年們在3年訓練中漸見成果在中西區舉辦的坊眾盃中擊敗多支由成年人組成的強隊奪得冠軍，當時一班球員只是17、18歲一年他們再在全港U18青年7人賽中勇奪冠軍，2011/12球季，自由人向當時丙甲球會虎門借殼正適參與香港足球總會的丙甲及U18青年賽事，當季丙甲賽事最終球隊以10勝3和5負的成績獲得殿軍，自由人全季只有16個失球更曾經一度保持第二位長達6週首次參加大型正式11人比賽成績驕人，次年續用虎門參與丙甲賽事而當季最終以第8名完成賽事，到2013/14球季，自由人大部份球員跟隨教練馮振霆轉至中西區足球隊最終在丁組賽事奪得季軍，同年自由人獲得楊北辰先生贊助下新一代自由人球員更勇闖高峰在修頓華協盃奪得冠軍，2014/15年球季，球會由5位自由人發展公司創辦人合力成立多兩支青年隊參與足總青年賽事，2017/18球季，自由人足球會宣布與由中超球會廣州富力出資及組建的港超聯球隊R&F富力簽訂為期3至7年的合作協議成立港超預備隊，由自由人管理並與4名自由人小將吳文軒、羅境曦、黃啟耀及洪流簽署職業合約成為R&F富力預備隊的主力，如他們水準達標將提拔上港超聯R&F富力一隊，有更出色表現便會升上中超的廣州富力長遠希望培養更多出色的香港球員。

## 管理層及職球員名單
| 會長：       | 馮振霆 |
| 主席：       | 陳志超 |
| 行政總監：   | 趙俊傑 |
| 技術總監：   | 李康廉 |
| 主教練：     | 蘇來強 |
| 助教：       | 溫遠雄 |
| 守門員教練： | 彭梓鍵 |
| 體能教練：   | 陳思駿 |
| 青訓總監：   | 溫遠雄 |
| 物理治療師： | 香港   |
| 球隊攝影師： | 香港   |
| 總務：       | 香港   |

### 球員名單（一隊）（2021 / 22）
| 號碼   | 國籍   | 球員名字 | 出生日期 | 加盟年份 | 前效力球會 | 備註   |
| 守門員 | 守門員 | 守門員   | 守門員   | 守門員   | 守門員     | 守門員 |
| 後衛   | 後衛   | 後衛     | 後衛     | 後衛     | 後衛       | 後衛   |
| 中場   | 中場   | 中場     | 中場     | 中場     | 中場       | 中場   |
| 前鋒   | 前鋒   | 前鋒     | 前鋒     | 前鋒     | 前鋒       | 前鋒   |
| ------ | ------ | -------- | -------- | -------- | ---------- | ------ |

## 外部連結
- 香港足球總會網頁球員註冊資料 （页面存档备份，存于）
- 自由人足球會官方網頁 （页面存档备份，存于）